# Takeo Arishima
Takeo Arishima (有島武郎?, Arishima Takeo; Tokyo, 4 marzo 1878 – Karuizawa, 9 giugno 1923) è stato uno scrittore giapponese.
Dopo il diploma conseguito al Gakushūin, continua gli studi presso la Scuola di scienze agrarie di Sapporo. Si fa battezzare e nel 1903 si trasferisce in America. Al suo ritorno in patria, entra a far parte del gruppo Shirakaba insieme a Naoya Shiga e Mushanokōji Saneatsu. Nel 1923 si suicida con la compagna Hatano Akiko nella sua villa di Karuizawa.
Tra le sue opere, le più celebri sono i romanzi Kain no matsuei, Aru Onna, e il saggio Oshiminaku ai ha ubau.

## Biografia
Nasce a Tōkyō, nel quartiere Koishikawa (attuale Bunkyōku), figlio di una famiglia samuraica del precedente feudo di Satsuma. Si trasferisce a Yokohama e dall'età di quattro anni frequenta la scuola nippo-inglese della città. Le esperienze di questo periodo daranno vita successivamente alla fiaba Hitofusa no budō. 
A dieci anni entra nella scuola di preparazione Gakushūin, di cui consegue il diploma a 19 anni. Successivamente si iscrive alla Scuola di scienze agrarie di Sapporo. Sotto l'influsso di Uchimura Kanzō e Morimoto Kōkichi, aderisce alla chiesa cristiana nel 1901. Ottenuta la laurea, svolge il servizio militare, e conseguentemente si trasferisce negli Stati Uniti. Interessato agli studi di sociologia studia presso l'università di Haverford e all'Università di Harvard, rimanendo colpito dalla letteratura occidentale di Whitman e Ibsen, e dalla filosofia occidentale di Bergson e Nietzsche. Viaggia anche in Europa, per ritornare, poi, in patria nel 1907. In questi anni comincia a dubitare della propria fede e decide di allontanarsi dalla religione cristiana.
Ritornato in patria, lavora come insegnante nella scuola di preparazione militare e come professore universitario d'inglese, ma tramite il fratello minore Ikuma incontra Naoya Shiga e Mushanokoji Saneatsu e entra così a far parte con loro della rivista Shirakaba. Inizia così la sua attività di scrittore e critico come figura di spicco di questa nuova corrente letteraria, pubblicando Kankan mushi e Osue no shi. Con la dipartita della moglie e del padre nel 1916, si avvia esclusivamente alla carriera di scrittore con Kain no matsuei, Umareizuru nayami e Meiro e nel 1919 pubblica Aru onna.
Avverte, però, l'indebolimento della sua capacità creativa e abbandona repentinamente la scrittura, lasciando Seiza incompiuto. Nel 1922 pubblica Sengen hitotsu e apre la fattoria Arishima di Kaributomura nello Hokkaidō. Nel giugno del 1923 si suicida nella sua villa di Karuizawa con la compagna Hatano Akiko. Vennero ritrovati il 7 luglio, ma poiché i resti non erano stati scoperti per più di un mese durante la stagione delle piogge, la decomposizione era già parecchio avanzata e non fu possibile stabilire l'esistenza di un testamento o di un ultimo messaggio.

## Opere

### Romanzi
- Kankan mushi
- Aru onna no gurinpusu
- Kain no matsuei
- Aru onna
- Umareizuru nayami
- Gaisen
- Hone
- Shukyō
- Bunka no matsuro
- Unmei no uttahe
- Seiza

### Saggi
- Oshiminaku ai wa ubau
- Sengen hitotsu
- Futatsu no michi

### Fiabe
- Hitofusa no budō
- Oborekaketa Kyōdai

### Poesie
- Tokoshie no sachi (nella raccolta scolastica di poesie della Scuola di scienze agrarie di Sapporo)

## Familiari e parenti celebri
Fratelli minori: il pittore Arishima Ikuma e lo scrittore Satomi Ton. La moglie Yasuko era la figlia minore del barone Kamio Mitsuomi, generale dell'esercito. Il figlio maggiore divenne l'attore Mori Masayuki, mentre il nipote della figlia minore divenne il direttore d'orchestra e compositore musicale Yamamoto Naozumi.